# Hydraena rosannae
Hydraena rosannae är en skalbaggsart som beskrevs av Audisio, Trizzino, De Biase in Audio, Trizzino, De Biase, Mancini och Antonini 2009. Hydraena rosannae ingår i släktet Hydraena och familjen vattenbrynsbaggar. Inga underarter finns listade i Catalogue of Life.